# Compsognathus
Compsognathus („zierlicher Kiefer“, von altgriechisch κομψός kompsós, deutsch ‚geschminkt, geziert, verschlagen, von feinem, zierlichem Benehmen‘ sowie γνάθος gnáthos, deutsch ‚Kinnbacken, Gebiss, [hier:] Kiefer‘) ist eine Gattung kleiner theropoder Dinosaurier aus der Familie der Compsognathidae, die im Oberjura (frühes Tithonium) in Europa lebte. Compsognathus erreichte die Größe eines Truthuhns und war wie die meisten Nicht-Vogel-Theropoden ein zweibeiniger Fleischfresser. Bisher wurden zwei gut erhaltene Skelette entdeckt, eines zur Zeit der 1850er Jahre in Deutschland und das zweite über ein Jahrhundert später in Frankreich.
Compsognathus gehört zu den wenigen Dinosauriern, deren Ernährung anhand von Fossilfunden bekannt ist – so fanden sich in den Bäuchen beider Individuen die Überreste kleiner, agiler Echsen. Das in Deutschland gefundene Exemplar ist das erste vollständig erhaltene Fossil eines Dinosauriers, das entdeckt wurde, obwohl es anfangs einer Eidechse zugeschrieben wurde. Die einzige bekannte Art (Typusart) ist Compsognathus longipes, obwohl früher das in Frankreich entdeckte Exemplar als eigene Art, Compsognathus corallestris, geführt wurde.
Bis in die 1980er und 1990er Jahre galt Compsognathus als der kleinste bekannte Dinosaurier und als nächster Verwandter des Urvogels Archaeopteryx. Deshalb ist Compsognathus auch außerhalb der Wissenschaftskreise bekannt geworden.

## Merkmale

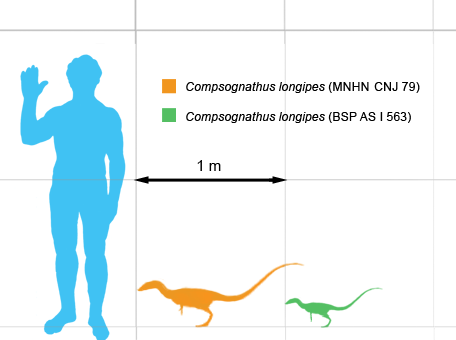
Compsognathus war ca. 1 Meter lang

Compsognathus ist von zwei fast vollständig erhaltenen Skeletten bekannt. Das in Deutschland gefundene Skelett gehörte zu einem etwa 89 Zentimeter langen Tier, während das in Frankreich entdeckte Skelett auf ein etwa 125 Zentimeter langes Tier schließen lässt. Jahrzehntelang galt Compsognathus als kleinster bekannter Dinosaurier – später wurden jedoch noch kleinere Vertreter entdeckt, wie Caenagnathasia, Microraptor oder Parvicursor. Gewichtsschätzungen reichen von 0,26 bis 0,58 Kilogramm für das kleinere und von 0,83 bis 3,5 Kilogramm für das größere Exemplar.
Wie andere Compsognathiden wies Compsognathus kurze Arme mit jeweils drei kräftigen Fingern und einen verhältnismäßig langen, aber dünnen Schädel auf. Der Schwanz ist in beiden Fossilien nur unvollständig erhalten geblieben. Der verwandte Sinosauropteryx hatte mit über 60 Schwanzwirbeln den proportional längsten Schwanz aller bisher bekannten Theropoden, wobei vermutet wird, dass Compsognathus einen ähnlich langen Schwanz gehabt hat. Wie bei verwandten Gattungen hatte der Schädel fünf paarige Schädelfenster, wobei die Augenhöhle (Orbitalfenster) das größte war. Der Unterkiefer war dünn, wobei das Mandibularfenster fehlte – eine Öffnung im Unterkiefer, die sich für gewöhnlich bei Archosauriern findet. Die Zähne waren klein, aber scharf, wodurch sie an die Beute angepasst waren, die aus kleinen Wirbeltieren und vielleicht anderen kleinen Tieren wie Insekten bestand. Die vordersten Zähne im Zwischenkieferbein (Prämaxilla) waren im Gegensatz zu den restlichen Zähnen nicht gesägt. Unterschiede zu Sinosauropteryx zeigen sich in einem kürzeren Schädel, längeren Halsrippen und verhältnismäßig längeren Armen, die 40 % der Beinlänge erreichten.

## Entdeckungsgeschichte und Funde

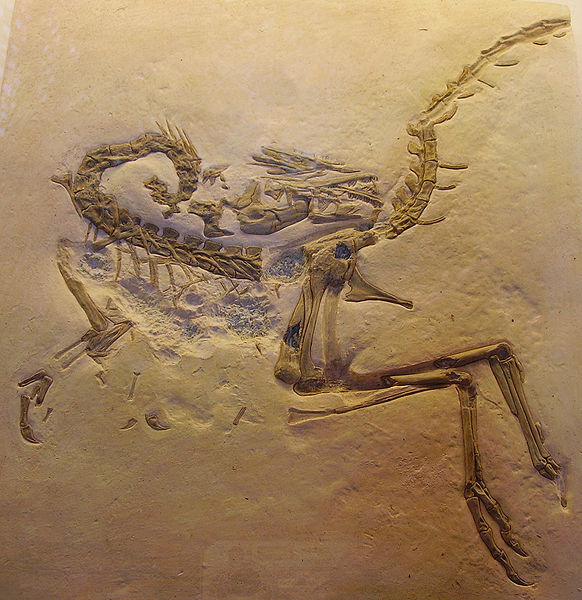
Abguss des ersten Fossils, das in den späten 1850ern in Bayern entdeckt wurde, im Oxford University Museum of Natural History.

Der deutsche Fund (Holotyp, Exemplarnummer BSP AS I 563) aus den Solnhofener Plattenkalken in der Region Riedenburg-Kelheim in Bayern wurde von dem Physiker und Fossiliensammler Joseph Oberndorfer im Jahr 1859 erworben. Der genaue Fundort wurde von Oberndorfer anscheinend geheim gehalten und ist bis heute unbekannt. Der Fossiliensammler Helmut Leich beschreibt den Fundort mit bei Jachenhausen. Der Fund wird auf das späte Kimmeridgium oder das frühe Tithonium datiert. Johann Andreas Wagner studierte das Fossil und veröffentlichte im Jahr 1859 eine kurze Beschreibung; im Jahr 1861 folgte eine umfangreichere Beschreibung. Wagner prägte den Namen Compsognathus longipes („Langbeiniger zierlicher Kiefer“), hielt den Fund aber für eine Art Eidechse. John Ostrom veröffentlichte 1978 eine umfangreiche Beschreibung, wodurch Compsognathus zu einem der am besten bekannten kleinen Theropoden jener Zeit wurde. Das Exemplar galt als bedeutende Ikone der so genannten Opisthotonus-Hypothese. Die gekrümmte Körperhaltung ist allerdings nicht auf Agonie, sondern auf Zersetzungsprozesse nach dem Tod zurückzuführen. Das in Deutschland entdeckte Fossil wird heute in der Bayerischen Staatssammlung für Paläontologie und historische Geologie in München ausgestellt.

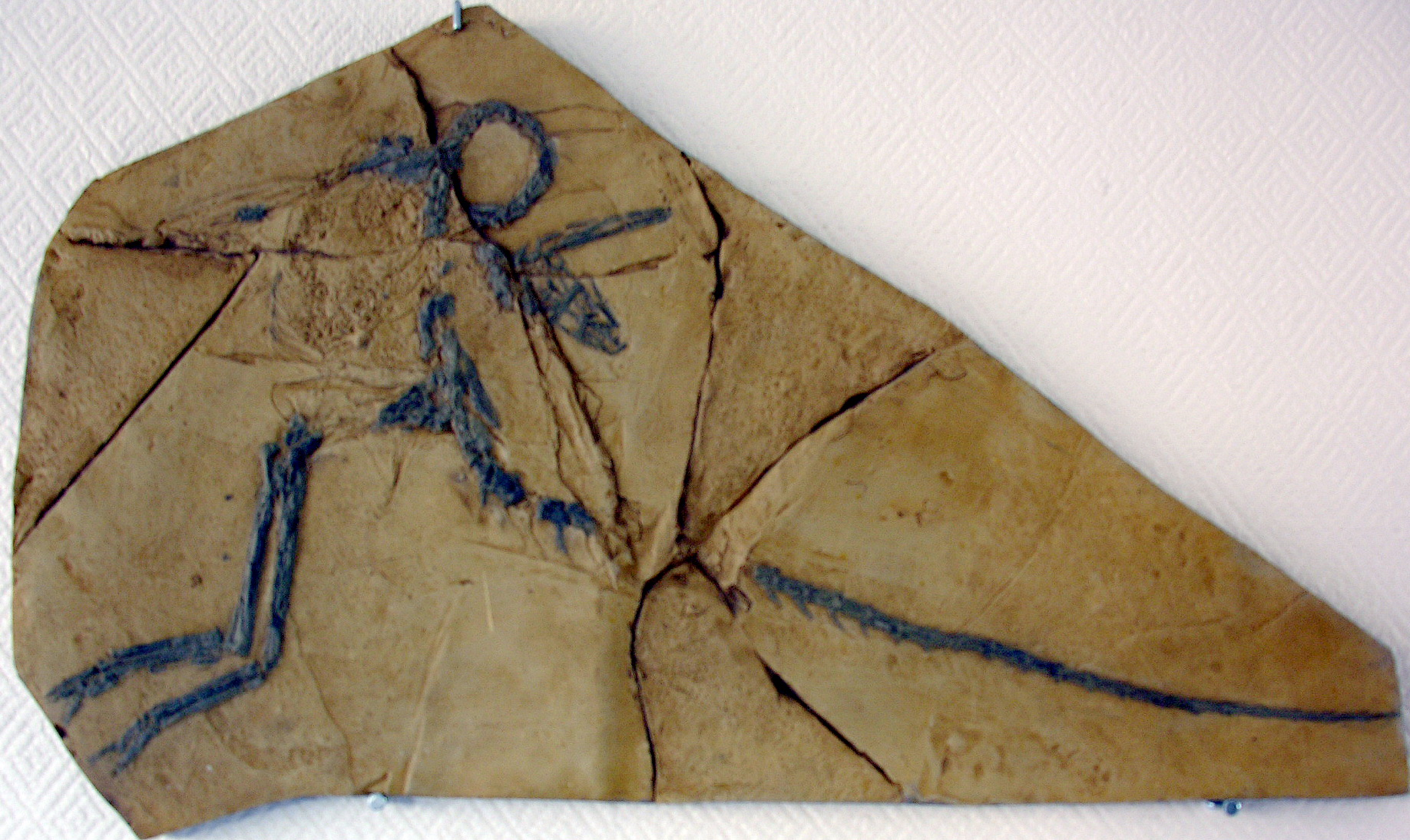
Compsognathus-Fossil aus Canjuers, Frankreich

Das größere französische Skelett (Exemplarnummer MNHN CNJ 79) wurde wahrscheinlich im Jahr 1971 entdeckt und stammt aus dem Kalkstein bei Canjuers nahe Nizza im südöstlichen Frankreich. Der Fund wird auf das untere Tithonium datiert und besteht aus zwei Grünen Steinen. – auf dem ersten Block befinden sich Schädel und Postkranium (Restskelett) bis zum siebten Schwanzwirbel, auf dem zweiten sind die Schwanzwirbel 9 bis 31 erhalten geblieben. Es fehlen lediglich das hintere (distale) Ende des Schwanzes und einige Handknochen. Anfangs befand sich das Fossil im Privatbesitz der Familie Ghirardi, den Eigentümern der Kalksteinbrüche in Canjuers. 1983 konnte das Muséum national d’histoire naturelle in Paris die Sammlung der Familie, einschließlich des französischen Compsognathus-Exemplars, aufkaufen. Erstmals beschrieben wurde dieses Fossil bereits 1972 von Alain Bidar und Kollegen; nach dem Aufkauf durch das Pariser Museum wurde das Fossil von J. G. Michard detaillierter präpariert und untersucht. Die jüngste Untersuchung des Fossils stammt von Karin Peyer (2006).
Dames beschrieb im Jahr 1884 vier Fußknochen aus den Solnhofener Plattenkalken, die von Huene (1925) für einen weiteren Compsognathus-Fund hielt. Ostrom (1978) widerlegte diese Zuordnung, da diese Knochen andere Proportionen aufweisen als die entsprechenden Knochen von Compsognathus. Zinke (1998) beschrieb 49 Zähne aus der Guimarota-Formation von Portugal (Kimmeridgium) als einen weiteren Compsognathus-Fund.

## Systematik

### Äußere Systematik

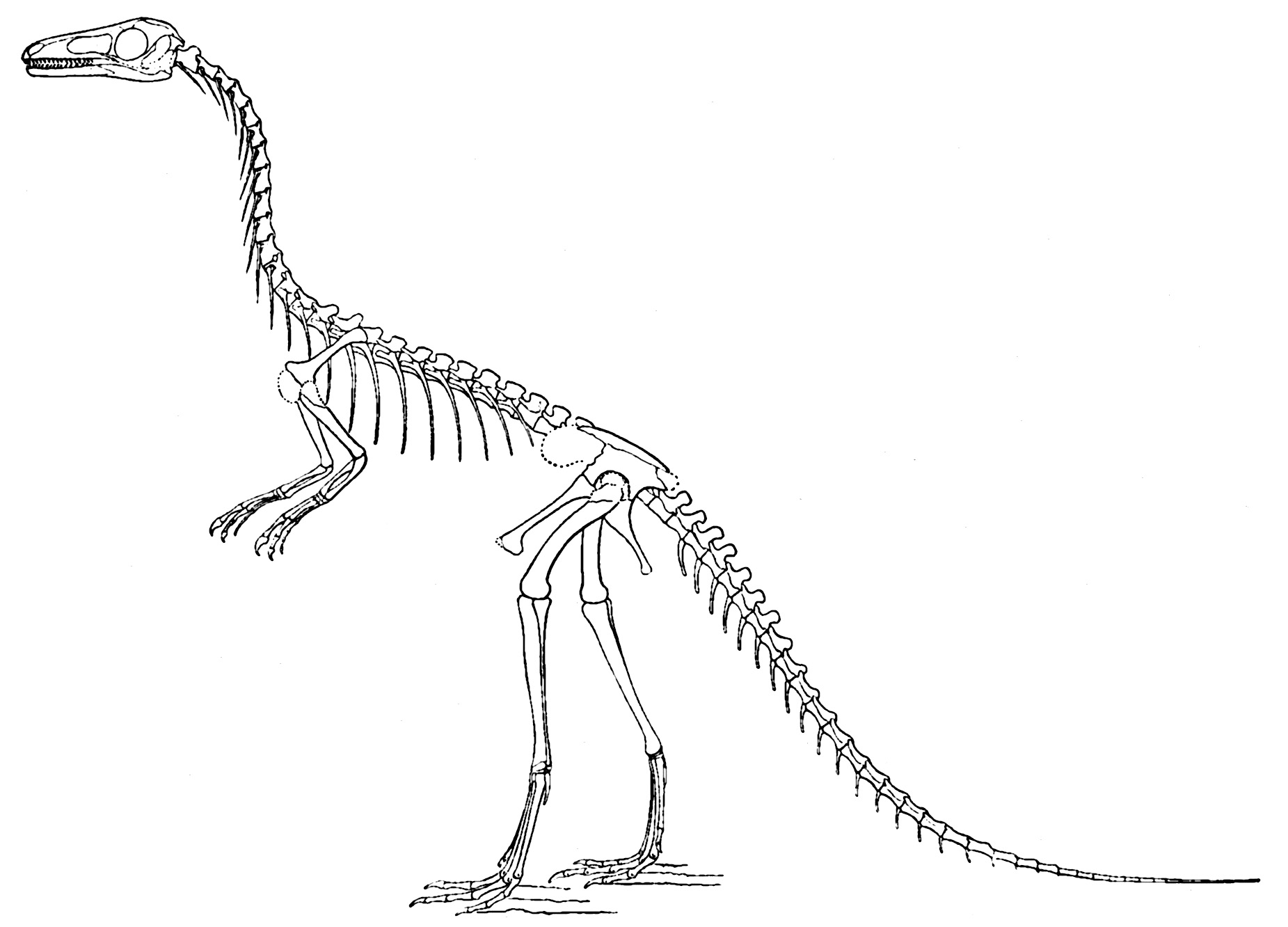
Historische Rekonstruktion des Compsognathus longipes von O. C. Marsh

Bereits im Jahr 1868 vermutete Thomas Huxley, dass dieses Tier eng mit den Dinosauriern verwandt war. Huxley stellte eine neue Ordnung auf, die Ornithoscelida, welche die Unterordnung Dinosauria sowie die neue Unterordnung Compsognatha enthalten sollte. Compsognathus bildete den einzigen Vertreter der Compsognatha. 1896 erkannte Othniel Charles Marsh diese Gattung als echtes Mitglied der Dinosaurier an, klassifizierte die Compsognatha als Unterordnung der Theropoda und stellte eine neue Familie auf, die Compsognathidae. Friedrich von Huene (1914) verwarf den Namen Compsognatha und ordnete die Compsognathidae innerhalb der Coelurosauria ein – diese Zuordnung wird noch heute als gültig betrachtet.
Lange galt Compsognathus als einziger Vertreter der Compsognathidae; in den letzten Jahrzehnten haben Paläontologen jedoch verschiedene verwandte Gattungen entdeckt. Heute werden den Compsognathidae die Gattungen Aristosuchus, Huaxiagnathus, Mirischia, Sinosauropteryx, und manchmal auch Juravenator und Scipionyx zugeschrieben. Zwar galt früher Mononykus ebenfalls als ein Mitglied dieser Familie, Chen und Kollegen (1998) widerlegten jedoch diese Zuordnung – diese Autoren sehen die Ähnlichkeiten zwischen Mononykus und den Compsognathiden als ein Beispiel konvergenter Evolution. Die Position von Compsognathus und seinen Verwandten innerhalb der Coelurosauria ist umstritten. Einige Forscher, wie Thomas Holtz, Ralph Molnar und Philip Currie (2004) halten die Compsognathidae für die ursprünglichste Coelurosauria-Familie, während andere eine Einordnung innerhalb der Maniraptora postulieren.

### Innere Systematik
Derzeit wird mit Compsognathus longipes lediglich eine einzige Art dieser Gattung anerkannt. Ursprünglich beschrieb Bidar (1972) das größere französische Exemplar als eine zweite Art, Compsognathus corralestris. Diese sollte sich durch ihre Größe und durch eine vermeintliche flossenartige, vermutlich mit Schwimmhäuten ausgestattete Hand von Compsognathus longipes unterscheiden. Ostrom (1978) zeigte jedoch, dass das französische Exemplar mit dem deutschen Exemplar bis auf die Größe nahezu identisch ist. Callison und Quimby (1984) identifizierten das kleinere in Deutschland entdeckte Exemplar als ein Jungtier der gleichen Art.

## Paläoökologie

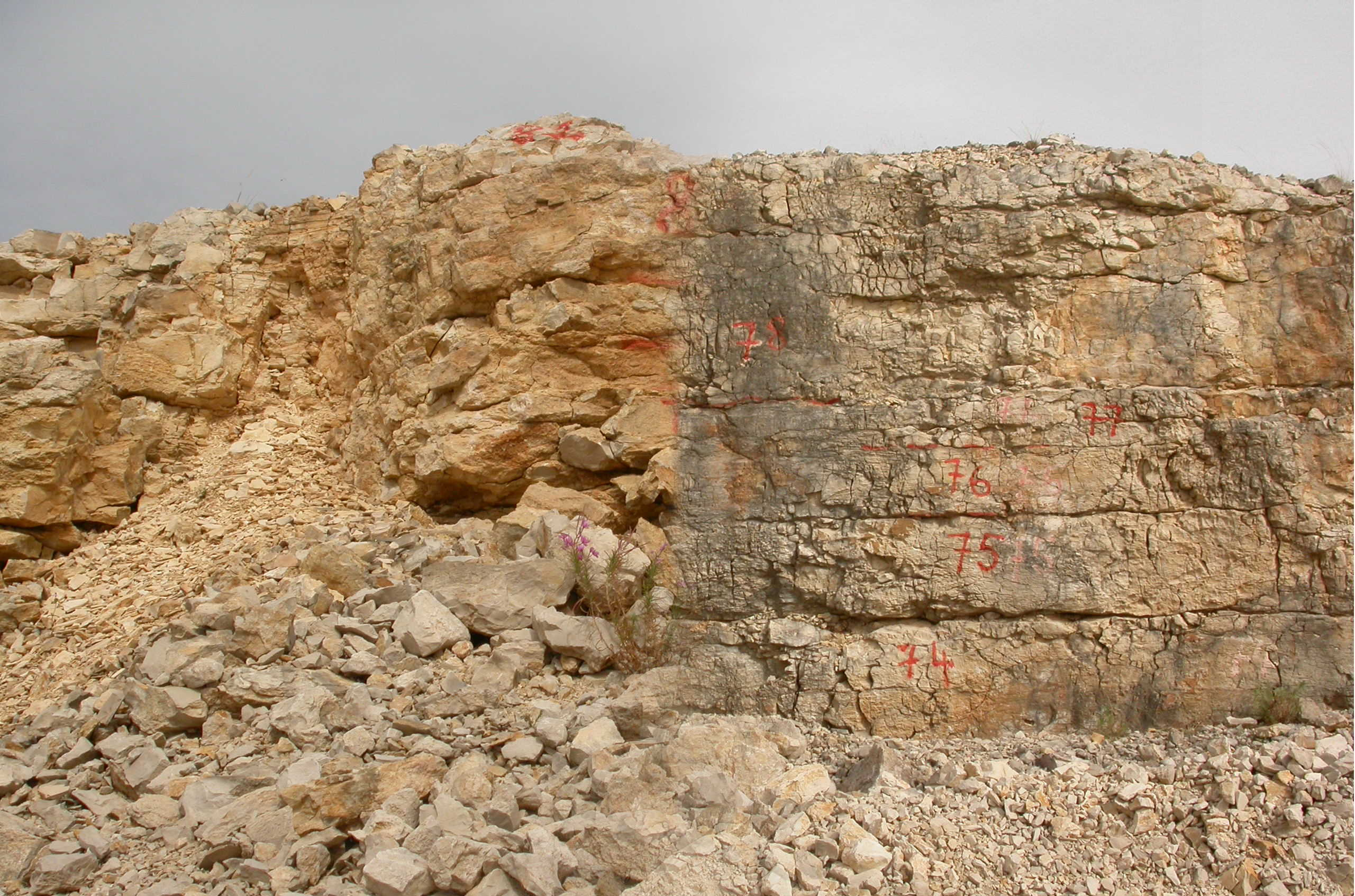
Der Steinbruch, in dem das französische Compsognathus-Exemplar entdeckt wurde

Während des Oberjura war Europa ein trockenes, tropisches Archipel am Rand des Tethys-Meers. Beide Fundorte – das Solnhofener Gebiet und Canjuers – waren zur Zeit der Ablagerungen Lagunen, die zwischen den Stränden und Korallenriffen der jurazeitlichen Inseln des Tethys-Meeres lagen. Zeitgenossen von Compsognathus schließen die frühen Vögel oder vogelähnlichen Dinosaurier Archaeopteryx und Wellnhoferia und die Flugsaurier (Pterosauria) Rhamphorhynchus und Pterodactylus mit ein. Die gleichen Ablagerungen, die auch die Compsognathus-Überreste enthielten, beherbergen die Fossilien zahlreicher mariner Lebewesen wie Fische, Stachelhäuter, Krebstiere und Weichtiere, was bestätigt, dass Compsognathus an der Küste lebte. Abgesehen von Archaeopteryx und Wellnhoferia wurde kein anderer Dinosaurier in Verbindung mit Compsognathus entdeckt.

## Paläobiologie

### Hand

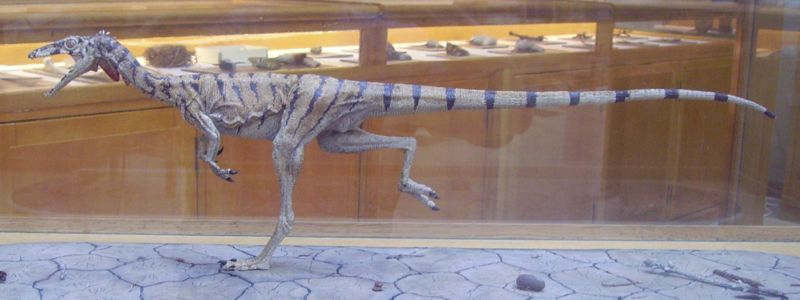
Compsognathus war ein aktiver und agiler Räuber, wie dieses Modell im Oxford University Museum of Natural History zeigt.

Das im 19. Jahrhundert in Deutschland entdeckte Exemplar zeigt lediglich zwei Finger an jedem Arm, was Wissenschaftler zu der Annahme verleitete, das Tier hätte tatsächlich nur zwei Finger besessen. Das später in Frankreich entdeckte Fossil zeigt jedoch, dass die Hand von Compsognathus – ähnlich wie bei anderen Vertretern der Compsognathidae – tatsächlich mit drei Fingern ausgestattet war. Die Vordergliedmaßen des deutschen Fossils sind, wie man heute weiß, nur unvollständig erhalten. Bidar vermutete, das französische Exemplar hätte zu Lebzeiten Schwimmhäute zwischen den Fingern gehabt. In dem 1975 erschienenen Buch The Evolution and Ecology of the Dinosaurs beschreibt L. B. Halstead Compsognathus corallestris als einen amphibisch lebenden Dinosaurier, der Beute im Wasser jagte und sich vor größeren Prädatoren in Sicherheit bringen konnte, indem er auf das Wasser hinausschwamm. Diese Hypothese wurde von späteren Autoren verworfen.

### Ernährung und Fortbewegung

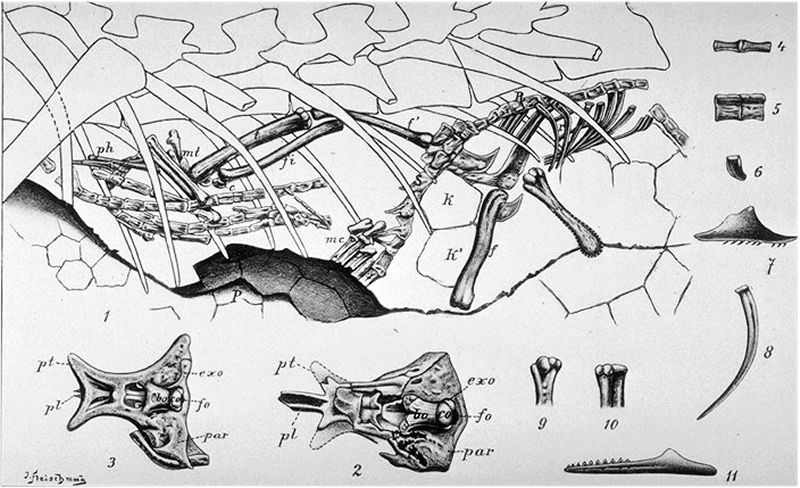
Nopcsas Illustration von 1903 zeigt den Mageninhalt des in Deutschland gefundenen Individuums.

Marsh entdeckte im Jahr 1881 ein kleines Skelett in der Bauchregion des deutschen Exemplars und hielt es für die Überreste eines Embryonen. Im Jahr 1903 zeigte jedoch Franz Nopcsa, dass es sich tatsächlich um das Skelett einer Echse handelt, die das Tier gefressen hatte. Ostrom schrieb sie im Jahr 1994 der Gattung Bavarisaurus zu und folgerte, dass diese Echse ein schneller, agiler Läufer war: Sie besaß einen langen Schwanz, und auch die proportional langen Beine weisen auf eine schnelle Fortbewegung hin. Diese Folgerungen legen die Vermutung nahe, dass Compsognathus als Jäger dieser Tiere ein gutes Sehvermögen und die Fähigkeit zum raschen Beschleunigen besessen haben muss. Das Bavarisaurus-Skelett ist in einem Stück erhalten geblieben, was zeigt, dass Compsognathus seine Beute als Ganzes schluckte, ohne sie zu zerkleinern. Im Bauch des französischen Exemplars wurden Fossilien von unbestimmten Echsen oder Sphenodonten gefunden.
Othenio Abel äußerte 1922 anhand einer als Kouphichnium lithographicum bekannten Fährtenfolge die Vermutung, einige kleine Dinosaurier wie Compsognathus hätten sich hüpfend fortbewegt. Auch der Paläontologe Martin Wilfarth stellte sich den Spurenverursacher als kleinen Dinosaurier vor – nach seiner Überzeugung hatte das Tier zur Fortbewegung die Arme gespreizt nach vorne gesetzt, um die Hinterbeine nach vorne hindurch zu schwingen. Erst 1940 bewies Kenneth E. Caster, dass es sich bei den Kouphichnium-Spuren um die Spuren eines Pfeilschwanzkrebses der Gattung Limulus handelt. Eine neuere Studie hat die Höchstgeschwindigkeit von Compsognathus anhand von Muskulaturmodellen auf 64 km/h geschätzt.

### Mögliche Eierfunde und Integument
Auf der Gesteinsplatte des deutschen Compsognathus-Exemplars befinden sich unterhalb des Brustkorbs 13 Halbkugeln mit einem Durchmesser von jeweils ±10 mm. Obwohl sie für gewöhnlich der in den Solnhofener Plattenkalken häufigen Seelilie Saccocoma zugeschrieben werden, deutete sie Matthias Mäuser 1983 als ungelegte Eier. Allerdings bezweifelten spätere Autoren diese Hypothese, da die Fossilien außerhalb des Körpers gefunden wurden. Nopcsa (1903), Barthel (1964) sowie Reisdorf & Wuttke (2012) führten die Genese der fraglichen Strukturen auf gasförmige Fäulnisprodukte zurück, die während der Zersetzung des Kadavers am Meeresboden entstanden. Weitere Zweifel machten sich nach der Entdeckung eines Skelettes von Sinosauropteryx breit, welches zwei fossile Eier in der Bauchregion enthält. Diese Eier sind proportional größer und außerdem weniger zahlreich als die vermeintlichen Compsognathus-Eier.
Friedrich von Huene beschrieb 1901 am deutschen Exemplar Hautabdrücke in der Bauchregion sowie einen Hautpanzer aus sechseckigen Hornplatten, der zumindest den Schwanz und den Nacken des Tieres bedeckt haben soll. Strukturen an den Armen des französischen Exemplars wurden als die dicke Haut von Schwimmhäuten angesehen (s. o.). In seiner Neubeschreibung von Compsognathus konnte Ostrom (1978) jedoch alle diese Deutungen widerlegen. Reisdorf & Wuttke (2012) interpretieren die an dem deutschen Compsognathus-Exemplar ausgebildeten Strukturen neuerdings als Adipocire-Pseudomorphose.

### Federn und die Verbindung mit Vögeln
Ein ganzes Jahrhundert lang war Compsognathus der einzige gut bekannte kleine Theropode, dies führte auch zu Vergleichen mit Archaeopteryx und zu Spekulationen bezüglich einer Verwandtschaft mit den Vögeln. Tatsächlich weckte Compsognathus, und weniger Archaeopteryx, Huxleys Interesse am Ursprung der Vögel. Compsognathus und Archaeopteryx zeigen viele Gemeinsamkeiten in Form, Größe und Proportionen, so viele, dass mindestens ein federloses Skelett eines Archaeopteryx viele Jahre lang fälschlicherweise für das eines Compsognathus gehalten wurde. Viele andere Theropoden wie Deinonychus, Oviraptor oder Segnosaurus gelten heute jedoch als noch nähere Verwandte der Vögel.

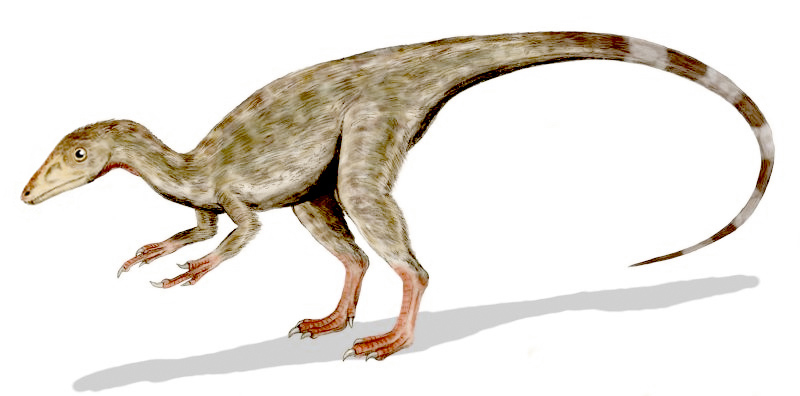
Rekonstruktion des Compsognathus: Die systematische Position des Compsognathus ist ein Indiz dafür, dass sein Körper möglicherweise mit federähnlichen Strukturen bedeckt war.

Keines der Compsognathus-Fossilien zeigt Abdrücke von Federn oder federähnlichen Strukturen, im Gegensatz zu Archaeopteryx, welcher aus denselben Sedimenten stammt; somit zeigen viele Abbildungen Compsognathus ohne Federn. Die einzigen Federn, die von Archaeopteryx bekannt sind, sind die großen Schwanz- und Flugfedern; kurze Federn, die wahrscheinlich den Körper bedeckten, sind nicht erhalten geblieben. Die mit Compsognathus eng verwandten Gattungen Sinosauropteryx und Sinocalliopteryx sind zusammen mit den Überresten einfacher Federn erhalten geblieben, die den Körper wahrscheinlich wie ein Fell bedeckten, was andeutet, dass auch Compsognathus ähnlich gefiedert gewesen sein könnte. Bei einem anderen vermutlichen Compsognathiden aus Deutschland, Juravenator, fanden sich im Gegensatz dazu Überreste einer schuppigen Haut, jedoch ohne Anzeichen auf eine mögliche Befiederung. Dies könnte bedeuten, dass Federn nur bei einigen Compsognathiden auftraten, obwohl eine Studie aus dem Jahr 2007 von Butler und Upchurch zu dem Schluss kommt, dass Juravenator gar kein Compsognathide war.

## Compsognathusin der Populärkultur
Compsognathus zählt wegen seiner geringen Körpergröße, seiner vermeintlich zweifingrigen Hand sowie der Vollständigkeit des Typexemplars zu den populären Dinosauriern. Lange galt er aufgrund seiner geringen Körpergröße als einzigartig, da die meisten anderen kleinen Dinosaurier erst viel später entdeckt wurden.
In der jüngeren Vergangenheit tauchte dieser Dinosaurier in den Filmen Vergessene Welt: Jurassic Park (The Lost World: Jurassic Park), Jurassic Park III und Jurassic World: Das gefallene Königreich (Jurassic World: Fallen Kingdom) auf. In Vergessene Welt wird er fälschlicherweise als Compsognathus triassicus bezeichnet, was den Namen Compsognathus mit den Artnamen von Procompsognathus kombiniert. Tatsächlich ist in der literarischen Vorlage der Jurassic Park-Filme, im Roman Dinopark, die Rede von den Procompsognathen, die dort abgekürzt aber auch Compys genannt werden. Die „Compys“ werden in Jurassic Park als soziale, in Gruppen jagende Tiere dargestellt – tatsächlich gibt es keinerlei Hinweise auf eine derartige Lebensweise.
In der Kinderbuchserie Dino Terra des Autors Fabian Lenk spielt der Dinosaurier eine nennenswerte Rolle.
In den Videospielen Ark: Survival Evolved, Dino Crisis und Dino Crisis 2 kommen „Compys“ ebenfalls vor.